# The devil's eye
The devil’s eye is een single van Chris de Burgh. Het is afkomstig van zijn album Crusader.
The devil’s eye gaat over de televisie, waarnaar je kijkt en De Burgh oppert het idee dat de televisie ook terugkijkt. It’s such a long way home gaat het toeren, steeds weer afscheid nemen, eenzaamheid en heimwee naar thuis en geliefde(n).
Ook deze single haalde geen notering in de hitparades.